# سيباستيان تشافانيل
سيباستيان تشافانيل (بالفرنسية: Sébastien Chavanel )‏ (و. 1981  م) هو راكب دراجة هوائية فرنسي، شارك في طواف إسبانيا، وطواف فرنسا، وطواف إيطاليا 2014.

## سباقات أو مراحل فاز بها
| التاريخ        | السباق                                   | المركز                  |
| -------------- | ---------------------------------------- | ----------------------- |
| 01 يناير 2002  | Côte picarde 2002                        | الفائز في التصنيف العام |
| 11 سبتمبر 2004 | تور دي أفينير 2004                       | الفائز في ترتيب النقاط  |
| 01 يناير 2007  | كأس فرنسا لركوب الدراجات على الطريق 2007 | الفائز في التصنيف العام |
| 19 أبريل 2007  | جائزة دينين الكبرى 2007                  | الفائز في التصنيف العام |
| 22 أبريل 2007  | ترو-برو ليون 2007                        | المركز الثاني           |
| 29 يوليو 2007  | سباق طواف فرنسا 2007                     | الخامس في تصنيف النقاط  |
| 23 سبتمبر 2007 | جراند بريكس دي إسبيرجوس 2007             | المركز الثالث           |
| 06 أبريل 2008  | Grand Prix de la ville de Rennes 2008    | المركز الثاني           |
| 18 مايو 2008   | Tour de Picardie 2008                    | الفائز في التصنيف العام |
| 15 يونيو 2008  | سباق دوفين للدراجات 2008                 | التاسع في تصنيف النقاط  |
| 01 يناير 2009  | سباق نوكير كويرز 2009                    | المركز الثالث           |
| 01 يناير 2011  | لا رو تورانجيل 2011                      | المركز الثالث           |

## روابط خارجية
- سيباستيان تشافانيل على موقع الاتحاد الدولي للدراجات (الإنجليزية)
- سيباستيان تشافانيل على موقع أرشيف الدراجات (الإنجليزية)
- سيباستيان تشافانيل على موقع إحصائيات الدراجات الإحترافية (الإنجليزية)
- سيباستيان تشافانيل على موقع نسبة الدراجات (الإنجليزية)
- سيباستيان تشافانيل على موقع CycleBase (الإنجليزية)